# Aeródromo Las Breas
El Aeródromo Las Breas (OACI: SCTT), es un terminal aéreo ubicado junto a la localidad de Taltal, Provincia de Antofagasta, Región de Antofagasta, Chile. Este aeródromo es de carácter público.